# Minardi M185
O M185/M185B foi o primeiro modelo da equipe Minardi de Fórmula 1.
O M185 estreou em 1985 e teve como piloto Pierluigi Martini, enquanto que o M185B foi utilizado em 1986 e teve como condutores: Andrea de Cesaris e Alessandro Nannini.

## Resultados[1][2]
(legenda)
| Ano  | Chassi | Motor                          | Pneus | N° | Pilotos            | 1   | 2   | 3   | 4   | 5   | 6   | 7   | 8   | 9   | 10  | 11  | 12  | 13  | 14  | 15  | 16  | Pontos | Posição  |  |
| ---- | ------ | ------------------------------ | ----- | -- | ------------------ | --- | --- | --- | --- | --- | --- | --- | --- | --- | --- | --- | --- | --- | --- | --- | --- | ------ | -------- |  |
|      |        |                                |       |    |                    |     |     |     |     |     |     |     |     |     |     |     |     |     |     |     |     |        |          |  |
|      |        |                                |       |    |                    | BRA | POR | SMR | MON | CAN | USE | FRA | GBR | GER | AUT | NED | ITA | BEL | EUR | RSA | AUS |        |          |  |
| 1985 | M185   | Ford Cosworth DFY V8           | P     | 29 | Pierluigi Martini  | Ret | Ret |     |     |     |     |     |     |     |     |     |     |     |     |     |     | 0      | NC (11º) |  |
| 1985 | M185   | Motori Moderni 615-90 V6 turbo | P     | 29 | Pierluigi Martini  |     |     | Ret | NQ  | Ret | Ret | Ret | Ret | 11† | Ret | Ret | Ret | 12  | Ret | Ret | 8   | 0      | NC (11º) |  |
|      |        |                                |       |    |                    |     |     |     |     |     |     |     |     |     |     |     |     |     |     |     |     |        |          |  |
|      |        |                                |       |    |                    | BRA | ESP | SMR | MON | BEL | CAN | EUA | FRA | GBR | GER | HUN | AUT | ITA | POR | MEX | AUS |        |          |  |
| 1986 | M185B  | Motori Moderni 615-90 V6 turbo | P     | 23 | Andrea de Cesaris  | Ret | Ret | Ret | NQ  | Ret | Ret | Ret | Ret | Ret | Ret |     | Ret |     |     |     |     | 01     | NC (12º) |  |
| 1986 | M185B  | Motori Moderni 615-90 V6 turbo | P     | 24 | Alessandro Nannini | Ret | Ret | Ret | NQ  | Ret | Ret | Ret | Ret | Ret | Ret | Ret |     | Ret | NC  | 14  | Ret | 01     | NC (12º) |  |

† Completou mais de 90% da distância da corrida.
↑1  Do GP da Hungria, Itália e as três provas restantes do campeonato, de Cesaris utilizou o M186 e Nannini apenas na Áustria.